# Cantón de Tergnier
El cantón de Tergnier (en francés canton de Tergnier) es una circunscripción electoral francesa situada en el departamento de Aisne, de la región de Alta Francia. La cabecera (bureau centralisateur en francés) está en Tergnier.

## Historia
Fue creado en 1973. Al aplicar el decreto n.º 2014-202 del 21 de febrero de 2014 sufrió una redistribución comunal con cambios en los límites territoriales.